# 維利霍韋齊 (別列扎內區)
49°24′25″N 24°55′33″E / 49.40694°N 24.92583°E
維利霍韋茨（烏克蘭語：Вільховець）是位於烏克蘭西南部的村莊，由泰爾諾皮爾州泰爾諾皮爾區的薩蘭丘基市鎮負責管轄。該村始建於1534年，面積1.35平方公里，2014年人口650，人口密度每平方公里565人。